# Granville Woods
Pour les articles homonymes, voir Woods.
Granville Tailer Woods (né le 23 avril 1856 à Columbus en Ohio et mort le 30 janvier 1910 à New York) était un inventeur afro-américain, détenteur de plus de 50 brevets. Il est également le premier Afro-Américain avoir été ingénieur en mécanique et électrique après la guerre de Sécession. 
Autodidacte, il a consacré l'essentiel de son travail aux trains et aux tramways. Une de ses inventions les plus remarquables est The Multiplex Telegraph, un dispositif qui permettait d'envoyer des messages entre les gares et les trains en mouvement. Son travail a assuré un système de transport public plus sûr et meilleur pour les villes des États-Unis.

## Biographie
Granville Woods est né d'une famille afro-américaine le 23 avril 1856. À ses 10 ans, il travaille avec son père comme réparateur et machiniste sur le chemin de fer
Il suit des cours d'ingénieur pendant deux ans et travaille pour The Danville and Southern Railroad. En 1884, Granville Woods et son frère Lyates créent une entreprise : The Woods Railway Telegraph Company, qui vend et fabrique du matériel téléphonique et télégraphique. Il s'installe à Cincinnati, en Ohio.

## Inventions
Woods contribue à l'amélioration du chemin de fer ; en 1890, il crée un gradateur.
En 1885 crée la « Telegraphony », une machine combinant le téléphone et le télégraphe ; il fait breveter son invention. Il vend ses droits à la Bell Telephone Company, ce qui permet la communication entre les gares. Les droits d'auteur lui permettent de vivre comme inventeur à plein temps.
Thomas Edison a breveté le système Troisième rail en 1886 sur l'idée de Woods.
Woods invente en 1887 un système « The Multiplex Telegraph », sur la même idée que celle de Charles Joseph Van Depoele, mais la ségrégation ne permet pas à Granville Woods de sortir de l'anonymat.
Thomas Edison et Granville Woods entrent en conflit sur les droits d'auteurs et les brevets du Multiplex Telegraph, mais Granville Woods gagne et Edison lui propose de travailler pour lui. Woods refuse pour rester indépendant.